# Élections législatives de 1978 dans l'Indre
Les élections législatives françaises de 1978 se déroulent les 12 et 19 mars 1978. Dans le département de l'Indre, trois députés sont à élire dans le cadre de trois circonscriptions.

## Élus
| Circonscription | Député sortant     | Parti | Parti | Député élu ou réélu | Parti | Parti    |
| --------------- | ------------------ | ----- | ----- | ------------------- | ----- | -------- |
| 1re             | Marcel Lemoine     |       | PCF   | Michel Aurillac     |       | RPR      |
| 2e              | Maurice Tissandier |       | RI    | Maurice Tissandier  |       | UDF (PR) |
| 3e              | Jean-Paul Mourot   |       | RPR   | Jean-Paul Mourot    |       | RPR      |

## Résultats

### Résultats à l'échelle du département
| Parti          | Parti                              | Premier tour | Premier tour | Second tour | Second tour | Sièges |
| Parti          | Parti                              | Voix         | %            | Voix        | %           | Sièges |
| -------------- | ---------------------------------- | ------------ | ------------ | ----------- | ----------- | ------ |
|                | Parti communiste français          | 38 982       | 26,43        | 50 477      | 32,96       | 0      |
|                | Parti socialiste                   | 31 932       | 21,64        | 23 720      | 15,49       | 0      |
|                | Union de la gauche                 | 70 914       | 48,09        | 74 197      | 48,44       | 0      |
|                |                                    |              |              |             |             |        |
|                | Rassemblement pour la République   | 40 084       | 27,18        | 53 374      | 34,85       | 2      |
|                | Union pour la démocratie française | 28 021       | 19,00        | 25 597      | 16,71       | 1      |
|                | Majorité présidentielle            | 68 105       | 46,18        | 78 971      | 51,56       | 3      |
|                |                                    |              |              |             |             |        |
|                | Lutte ouvrière                     | 4 412        | 2,99         |             |             | 0      |
|                | Mouvement des démocrates           | 4 034        | 2,74         | 0           |             |        |
|                |                                    |              |              |             |             |        |
| Inscrits       | Inscrits                           | 179 887      | 100,00       | 179 581     | 100,00      | 3      |
| Abstentions    | Abstentions                        | 28 865       | 16,05        | 22 541      | 12,55       |        |
| Votants        | Votants                            | 151 022      | 83,95        | 157 040     | 87,45       |        |
| Blancs et nuls | Blancs et nuls                     | 3 557        | 2,36         | 3 872       | 2,47        |        |
| Exprimés       | Exprimés                           | 147 465      | 97,64        | 153 168     | 97,53       |        |

### Résultats par circonscription

#### Première circonscription (Châteauroux)
| Candidat       | Candidat               | Parti          | Premier tour | Premier tour | Second tour | Second tour |  |
| Candidat       | Candidat               | Parti          | Voix         | %            | Voix        | %           |  |
| -------------- | ---------------------- | -------------- | ------------ | ------------ | ----------- | ----------- |  |
|                | Michel Aurillac élu    | RPR            | 18 384       | 33,97        | 28 434      | 51,19       |  |
|                | Marcel Lemoine sortant | PCF            | 15 873       | 29,33        | 27 116      | 48,81       |  |
|                | Jacques Durand         | PS             | 8 848        | 16,35        | Retrait     | Retrait     |  |
|                | Daniel Bernardet       | UDF (MDSF)     | 7 945        | 14,68        |             |             |  |
|                | Jean-Pierre Scaglia    | LO             | 2 000        | 3,70         |             |             |  |
|                | Claude Godard          | MDD            | 1 071        | 1,98         |             |             |  |
|                |                        |                |              |              |             |             |  |
| Inscrits       | Inscrits               | Inscrits       | 65 375       | 100,00       | 65 109      | 100,00      |  |
| Abstentions    | Abstentions            | Abstentions    | 10 132       | 15,5         | 7 854       | 12,06       |  |
| Votants        | Votants                | Votants        | 55 243       | 84,5         | 57 255      | 87,94       |  |
| Blancs et nuls | Blancs et nuls         | Blancs et nuls | 1 122        | 2,03         | 1 705       | 2,98        |  |
| Exprimés       | Exprimés               | Exprimés       | 54 121       | 97,97        | 55 550      | 97,02       |  |

#### Deuxième circonscription (Issoudun)
| Candidat       | Candidat                         | Parti          | Premier tour | Premier tour | Second tour | Second tour |  |
| Candidat       | Candidat                         | Parti          | Voix         | %            | Voix        | %           |  |
| -------------- | -------------------------------- | -------------- | ------------ | ------------ | ----------- | ----------- |  |
|                | Maurice Tissandier sortant réélu | UDF (PR)       | 20 076       | 42,90        | 25 597      | 52,28       |  |
|                | Henri Martin                     | PCF            | 12 159       | 28,98        | 23 361      | 47,72       |  |
|                | André Laignel                    | PS             | 11 298       | 24,14        | Retrait     | Retrait     |  |
|                | Michèle Ballanger                | MDD            | 1 849        | 3,95         |             |             |  |
|                | Sylvie Cerveau                   | LO             | 1 414        | 3,02         |             |             |  |
|                |                                  |                |              |              |             |             |  |
| Inscrits       | Inscrits                         | Inscrits       | 58 056       | 100,00       | 58 022      | 100,00      |  |
| Abstentions    | Abstentions                      | Abstentions    | 9 990        | 17,21        | 7 681       | 13,24       |  |
| Votants        | Votants                          | Votants        | 48 066       | 82,79        | 50 341      | 86,76       |  |
| Blancs et nuls | Blancs et nuls                   | Blancs et nuls | 1 270        | 2,64         | 1 383       | 2,75        |  |
| Exprimés       | Exprimés                         | Exprimés       | 46 796       | 97,36        | 48 958      | 97,25       |  |

#### Troisième circonscription (Le Blanc)
| Candidat       | Candidat                       | Parti          | Premier tour | Premier tour | Second tour | Second tour |  |
| Candidat       | Candidat                       | Parti          | Voix         | %            | Voix        | %           |  |
| -------------- | ------------------------------ | -------------- | ------------ | ------------ | ----------- | ----------- |  |
|                | Jean-Paul Mourot sortant réélu | RPR            | 21 700       | 46,62        | 24 940      | 51,25       |  |
|                | Amédée Renault                 | PS             | 11 786       | 25,32        | 23 720      | 48,75       |  |
|                | Maxime Bonnet                  | PCF            | 10 950       | 23,52        | Retrait     | Retrait     |  |
|                | Michel Gauthier                | MDD            | 1 114        | 2,39         |             |             |  |
|                | Franck Bensussan               | LO             | 998          | 2,14         |             |             |  |
|                |                                |                |              |              |             |             |  |
| Inscrits       | Inscrits                       | Inscrits       | 56 456       | 100,00       | 56 450      | 100,00      |  |
| Abstentions    | Abstentions                    | Abstentions    | 8 743        | 15,49        | 7 006       | 12,41       |  |
| Votants        | Votants                        | Votants        | 47 713       | 84,51        | 49 444      | 87,59       |  |
| Blancs et nuls | Blancs et nuls                 | Blancs et nuls | 1 165        | 2,44         | 784         | 1,59        |  |
| Exprimés       | Exprimés                       | Exprimés       | 46 548       | 97,56        | 48 660      | 98,41       |  |